# Love, Lust, Faith and Dreams
Love, Lust, Faith and Dreams és el quart LP de Thirty Seconds to Mars, llençat al mercat el 21 de maig de 2013.
El primer senzill del disc fou Up in the Air, que es llançà el 4 de març del 2013 a l'espai exterior durant l'Expedició 35 i va sortir a la venda el 19 de març del mateix any. El videoclip de la cançó va ser nominat per a la categoria de millor videoclip als Kerrang! Awards 2013. El segon senzill fou Do or Die i el tercer, City of Angels.

## Crèdits
- Jared Leto - Veus, Guitarra, Baix
- Shannon Leto - Bateria
- Tomo Miličević - Guitarra, Baix

## Llista de cançons
L'àlbum consta de dotze cançons:
1. Birth – 2:07
2. Conquistador – 3:12
3. Up In The Air – 4:36
4. City Of Angels – 5:02
5. The Race – 3:40
6. End Of All Days – 4:51
7. Pyres Of Varanasi – 3:12
8. Bright Lights – 4:46
9. Do Or Die – 4:07
10. Convergence – 2:00
11. Northern Lights – 4:44
12. Depuis Le Debut – 2:33